# 西安财经大学
西安财经大学，簡稱西财，是一所位于由中央与地方共建、陕西省主管的，以经济和管理类学科为主的普通高等学校；其前身可追溯到1952年创建的原西北贸易学校。2001年6月，经国家教委批准，陕西经贸学院、西安统计学院合并组建西安财经学院。学校现在西安市南郊拥有4个校区，总占地面积110.80万平方米。

## 历史沿革
- 1952年10月，原西北贸易学校成立；后发展为“陕西商业专科学校”。
- 1960年5月，原陕西财经学校成立；后发展为“陕西财政专科学校”。
- 1978年12月，原西安基础大学成立；后发展为“陕西工商学院”。
- 1984年9月，在原西安统计学校的基础上，成立西安统计学院，由国家统计局直属管理。
- 1996年5月，经教育部门同意，陕西商业专科学校、陕西财政专科学校、陕西工商学院合并组建陕西经贸学院。
- 2001年6月，经国家教委批准，陕西经贸学院、西安统计学院合并组建西安财经学院。
- 2010年12月，国家统计局与陕西省人民政府签署协议，共建西安财经学院[2]。
- 2018年11月30日，经教育部批准，西安财经学院更名为西安财经大学。

## 院系设置
- 经济学院
- 管理学院
- 商学院
- 统计学院
- 信息学院
- 文学院
- 法学院
- 公共管理学院
- 外国语学院
- 高等职业暨继续教育学院
- 研究生部（学科建设办公室）
- 国际教育学院
- 思想政治理论教学科研部
- 体育教学部（直属支部）